# Lannon (Wisconsin)
Lannon est un village du comté de Waukesha, dans l'État du Wisconsin, aux États-Unis. En 2020, il comptait une population de 1 355 habitants.